# FIS-Rennen
FIS-Rennen sind vom Internationalen Skiverband (FIS) veranstaltete Ski-Wettbewerbe, die keiner Rennserie angehören.
Anders als bei den Rennserien (wie z. B. Weltcup, Europacup, Nor-Am Cup oder Continental Cup) werden keine Cup-Punkte vergeben und addiert. Es werden auch keine Gesamtsieger ermittelt.
Resultate bei FIS-Rennen schlagen sich vor allem in sogenannten FIS-Punkten nieder, die nach einem komplizierten Schlüssel berechnet werden.
Ein gewisser Punktewert ist für jeden Skisportler Voraussetzung, um an Europacup, Weltcup oder Weltmeisterschaften teilnehmen zu dürfen. Aus diesem Grund gehen vorwiegend junge Athleten, die am Beginn ihrer Karriere stehen, bei FIS-Rennen an den Start. Immer wieder nehmen aber auch Weltklasse-Sportler teil, etwa um Pausen im Weltcupkalender zu überbrücken. Dadurch kommt es mitunter zu sehr stark besetzten FIS-Rennen.
Die Startberechtigung für die Rennserien bei Ski Alpin ist disziplinenbezogen; daher muss beispielsweise ein Slalom- und Riesenslalomspezialist selbst dann FIS-Rennen zur Qualifikation im Abfahrtslauf bestreiten, wenn er Gesamtweltcupsieger ist.
Einen Sonderfall stellen die FIS-Rennen im Grasski dar. Diese zählen über ein Punktesystem auch zum Gesamtweltcup und sind mitunter genauso stark besetzt wie Weltcuprennen.
FIS-Rennen gibt es in folgenden Ski-Disziplinen:
- Ski Alpin
- Skilanglauf
- Freestyle
- Snowboard
- Grasski
- Nordische Kombination

Im  Skispringen sind sogenannte FIS-Springen heute die unterste Klasse internationaler Springen nach Vorgaben des Internationalen Skiverbandes. Bis zur Einführung des Weltcups waren sie die höchste Klasse. Heute dienen sie oft als Einstieg, bevor ein Springer an Alpen Cup, FIS Cup oder später an Continental Cup oder Weltcup teilnimmt. Des Weiteren nehmen Springer nach ihrem Ausscheiden aus den Weltcup-Kadern vermehrt noch an FIS-Springen teil.
In den Anfangsjahren der FIS wurden die Wettbewerbe der Nordischen und Alpinen Skiweltmeisterschaften oftmals als FIS-Rennen bezeichnet, ehe sie 1937 erstmals als offizielle Weltmeisterschaften ausgetragen wurden. Ebenso wurden vor Einführung der Weltcups auch andere von der FIS veranstaltete Bewerbe als FIS-Rennen bezeichnet.